# Variabile W Ursae Majoris

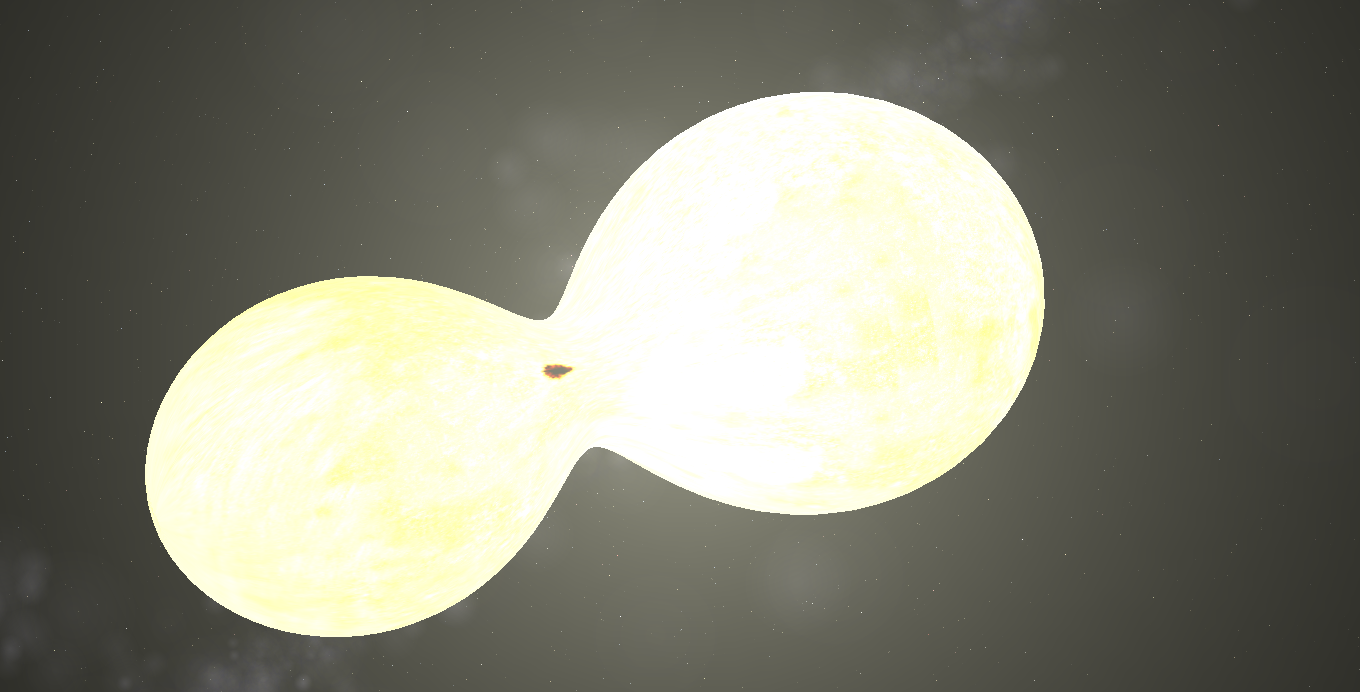
Rappresentazione di W Ursae Majoris

Una variabile W Ursae Majoris è un tipo di stella variabile ad eclisse. Si tratta cioè di una stella binaria in cui il piano orbitale delle due stelle si trova così ben allineato con la linea di vista dell'osservatore che le due componenti mostrano eclissi reciproche. La variabilità quindi non dipende da variazioni di luminosità intrinseche delle due stelle, ma dall'oscuramento reciproco delle due componenti. Le variabili W Ursae Majoris si distinguono dalle altre variabili ad eclisse (come le variabili Algol o le variabili Beta Lyrae) in quanto le due componenti sono talmente vicine che le loro superfici sono a contatto l'una con l'altra. Sono quindi denominate anche binarie a contatto in quanto le due stelle condividono i loro strati più esterni, tanto che materia e calore vengono scambiati fra le due componenti. Questo tende ad uguagliare le temperature delle due stelle.
Queste variabili, che prendono il nome dalla stella prototipo W Ursae Majoris, sono le più comuni variabili presenti nell'Universo.

## Caratteristiche
Le variabili W Ursae Majoris sono caratterizzate da curve di luce con minimi molto vicini e da una variazione di luminosità continua. Infatti, essendo le due componenti in contatto fisico, esse si eclissano costantemente l'una con l'altra. Inoltre i minimi sono di solito uguali in quanto le stelle hanno quasi la stessa luminosità. Il periodo di queste stelle è breve e tipicamente è contenuto nel range che va delle 6 ore a un giorno. Le due stelle sono quasi della stessa classe spettrale che va dalle sottoclassi intermedie della classe A alle prime sottoclassi della classe K, con la maggior parte concentrate fra le sottoclassi intermedie della classe F e le prime sottoclassi della classe G. Si pensa che le due stelle abbiano lo stesso stato evolutivo, collocato nella o appena sopra la sequenza principale. Il fatto che appartengano alla stessa classe spettrale non significa che le due componenti abbiano masse simili: esse possono avere masse molto diverse (fino a un rapporto di uno a dieci), ma lo scambio di calore fra le due componenti, eguagliando le temperature superficiali, fa sì che esse finiscano per appartenere alla stessa classe spettrale. La vicinanza delle due componenti distorce pesantemente la loro forma, allungando le parti più vicine e creando un corridoio che unisce le due stelle. Si pensa che le variabili W Ursae Majoris si formino da binarie staccate che si avvicinano le une alle altre a causa di perdite nel loro momento angolare.

## Sottotipi
La classe delle variabili W Ursae Majoris è divisa in due sottoclassi: le variabili di tipo A e quelle di tipo W. Le tipo A sono composte da due stelle più calde del Sole, di classe spettrale A o F, che hanno un periodo orbitale compreso fra 0,4 e 0,8 giorni. Le tipo W sono meno calde, appartengono alle classi G o F e hanno periodi più brevi compresi fra 0,22 e 0,4 giorni. La differenza di temperatura fra le due componenti è meno di qualche centinaio di kelvin.
Una nuova sottoclasse, la B, è stata introdotta nel 1978. Le variabili di tipo B hanno differenza di temperatura fra le componenti maggiore. Infine nel 2004 è stata introdotta la sottoclasse H, caratterizzata fra un rapporto fra le masse delle due componenti maggiore di 0,72.